# Haapokanta
Haapokanta är en ö i Finland. Den ligger i vattendraget Nuottijoki och i kommunen Hyrynsalmi i den ekonomiska regionen  Kehys-Kainuu  och landskapet Kajanaland, i den centrala delen av landet, 500 km norr om huvudstaden Helsingfors. Öns area är 3,4 hektar och dess största längd är 0,5 kilometer i sydöst-nordvästlig riktning.